# Soldat inconnu (roman)
Pour les articles homonymes, voir Soldat inconnu.
Le Soldat inconnu (titre original Tuntematon sotilas) est un roman de Väinö Linna écrit en 1954. L'histoire suit un peloton finlandais servant une mitrailleuse au cours de la guerre de Continuation, à partir de l'offensive de l'été 1941, jusqu'au retrait de la Carélie en 1944. Le roman est une description honnête et crue de la réalité militaire, laissant le traditionnel mythe héroïque de côté, et exposant fidèlement la réalité de la guerre vue par les soldats. Le livre partage quelques lignes du sujet et le personnage principal, Vilho Koskela, avec l'autre œuvre majeure de Linna, la trilogie Ici, sous l'Étoile polaire (Täällä Pohjantähden alla 1959, 1960, 1962).

## Personnages
- Lieutenant Vilho Koskela. Il est l'un des trois chefs d'un bataillon de mitrailleurs. Il a presque 30 ans. Vétéran de la guerre d'hiver, Koskela sera envoyé dans une école d'officiers et restera dans l'armée. il est calme et amical, et réussit ainsi à gagner la confiance de ses soldats. Il meurt au combat en été 1944, fauché par une rafale de mitraillette.

- Lieutenant Jorma Kariluoto. Un garçon idéaliste et naïf issu d'une famille bourgeoise, ayant fait les études de droit. Plus tard, Kariluoto devient capitaine et épouse sa fiancée Sirkka. Au cours de la guerre, il est sur le point d'abandonner son idéalisme et de croître du jeune homme effrayé en un brave commandant. Tué au combat.

- Lieutenant Lammio. Un officier professionnel arrogant, originaire de Helsinki qui manque de qualités nécessaires pour diriger les gens. Il exige constamment une discipline stricte et entre en conflit avec plusieurs subordonnés, notamment Lehto, Rokka et Honkajoki. Il sera plus tard promu capitaine et major.

- Capitaine Kaarna. Âgé d'environ cinquante ans, c'est un chasseur expérimenté, vétéran de la guerre d'hiver. Il périt dans la première bataille au cours de l'été 1941.

- Major Sarastie. Commandant du bataillon. Sarastie se considère comme un homme civilisé, ne serait-ce que, par rapport à Karjula. Il périt en été 1944.

- Lieutenant-colonel Uuno Eemeli Karjula. Officier vétéran de la guerre d'hiver. Un homme rude, il parle toujours presque en criant. Gravement blessé, on ne sait pas s'il survit.

- Sous-lieutenant Jalovaara. Agent d'un bureau militaire, il est affecté dans son unité pour les dernières batailles. D'abord attaché à l'ordre et à la discipline, plus tard, il les trouve inutiles. Il devient finalement un très bon officier.

- Lieutenant Ville Autio. Un jeune officier actif, calme et fort. Il est également très qualifié et a des nerfs admirables. Il est tué par balle à l'automne 1941.

- Caporal Antti Rokka est un agriculteur de plus de 30 ans originaire de Carélie où il a une femme et trois enfants. Mobilisé en tant que réserviste, Rokka arrive dans son unité à l'automne 1941. Lui aussi est un vétéran de la guerre d'hiver. Il s'adresse aux autres sans tenir compte de la hiérarchie militaire et accepte mal la discipline. Rokka s'avère être un combattant spécialement qualifié, il réussit notamment à capturer un capitaine soviétique et à détruire tout un équipement ennemi. Est blessé mais survit à la guerre.

- Caporal Urho Hietanen. Il sera promu au grade de sergent après avoir réussi à détruire le char de combat ennemi. Hietanen est émotif et sensible de nature et n'a pas honte de cela. Il a peur, mais il peut surmonter ses peurs grâce à sa volonté. L'humanité de Hietanen est bien soulignée lorsqu'il aide les enfants affamés dans Petrozavodsk. Blessé et emmené par une ambulance il en sort pour tenter d'aider les autres survivants et est tué.

- Caporal Yrjö Lahtinen. Il admire ouvertement le pouvoir de l'Union soviétique, s’interroge sur la légitimité de la guerre. Communiste convaincu, il a entendu parler des répressions politiques massives de Staline de 1937-1938, mais il refuse de croire en leur vraie nature. Il nie également la famine subie par l'Union soviétique dans les années 1930. C'est néanmoins un bon et fiable guerrier qui est tué au combat en hiver 1941-42.

- Caporal Lehto. C'est un garçon orphelin d'une région de Tampere, une sorte d'enfant des rues qui ne parle pas directement de ses antécédents et de ses expériences. Décrit comme un homme dur et agressif qui interprète les règles selon son propre esprit. Il peut commettre une faute disciplinaire tout en étant conscient de la punition qui l'attend, d'autre part, il va continuer la tâche dangereuse simplement pour ne pas perdre la face. Lehto est touché par une mitrailleuse ennemie au cours d'une opération de nuit. Paralysé par sa blessure, il se suicide en se tirant une balle dans la bouche.

- Caporal Mäkilä venu de la municipalité de Laihia où il possède une grande ferme. Ce personnage représente de vraies valeurs chrétiennes. Il périt en été 1944. Ses derniers mots sont adressés à un cheval.

- Sergent-chef Korsumäki est un ancien sportif qui s'applique à bien faire son travail. Il périt à l'automne 1941, lors d'une attaque aérienne.

- Sergent-chef Sinkkonen arrive après la mort de Korsumäki. Il met l'accent sur la discipline et les règles dans le style de Lammio, mais n'est pas capable de se débrouiller dans des conditions de guerre chaotiques.

- Soldat Vanhala est un jeune homme, d'abord très timide et silencieux, qui voit et surtout entend tout - le roman ne raconte rien de son passé. Il rit toujours de presque tout, des autres soldats comme lui-même. Dès le départ, Vanhala approche du caporal Hietanen et plus tard du loyal Antti Rokka.

- Soldat Rahikainen ne reçoit jamais de promotion. En tant que commerçant qualifié, il agit comme un marchand informel pour son unité. Il dit éviter de croiser la trajectoire d'une balle, c'est-à-dire se retrouver au milieu de la bataille. Rahikainen est l'un des rares soldats qui survivent.

- Soldat Aarne Honkajoki arrivé à l'été 1942, passe son temps libre à inventer un mouvement perpétuel et assume le rôle d'animateur général. Il se brouille avec le capitaine Lammio. Il survit à la guerre.

- Soldat Susi est le compagnon de Antti Rokka depuis la guerre d'hiver. Il le suit comme une ombre, ne fait rien de son propre chef et laisse habituellement Rokka parler pour lui. Est blessé à la même occasion que son ami mais survit à la guerre, lui aussi.

- Soldat Määttä vient du Nord. Sans se plaindre et inlassablement, il accomplit toutes les tâches qu'on lui confie. Il sera récompensé par une médaille de la liberté de deuxième classe, dont il se moque ouvertement. Intéressé par la technologie. Määttä survit à la guerre.

- Soldat Asumaniemi est né en 1925. Renvoyé de l'école récemment pour avoir acheté du vin et du chewing-gum de contrebande, il conserve encore le comportement d'écolier et utilise les expressions argotiques. Il ne ressent pas de haine envers ses ennemis, mais parle d'eux comme des voisins. Il devient un bon combattant qui prend la guerre un peu comme un jeu mais est finalement tué au combat.

- Soldat Salo est un homme naïf et simple qui croit la propagande de guerre, même si ses camarades rient de lui à cause de ça. Toutefois en été 1944, il se rend compte que la guerre est perdue. En tant que guerrier, il est plutôt médiocre. Dans une attaque aérienne, il est blessé et perd une jambe, mais reste en vie.

## Cinéma
Väinö Linna coécrit le scénario pour l'adaptation de son roman au cinéma. La première fois, avec Juha Nevalainen, pour la version de Edvin Laine en 1955, et ensuite avec Veikko Aaltonen, pour la version de Rauni Mollberg en 1985.
En 2016, Aku Louhimies porte à l'écran le roman de Linna pour la troisième fois. Louhimies écrit lui-même le scénario avec Jari Rantala. La sortie du film le 27 octobre 2017, intitulé Unknown Soldier, fait partie du programme du centenaire de l'indépendance de la Finlande.